# Titularbistum Murustaga
Murustaga ist ein Titularbistum der römisch-katholischen Kirche.
Es geht zurück auf einen ehemaligen Bischofssitz in der gleichnamigen antiken Stadt in der römischen Provinz Mauretania Caesariensis im Norden von Algerien.
| Titularbischöfe von Murustaga |                   |                                                         |                 |               |
| Nr.                           | Name              | Amt                                                     | von             | bis           |
| 1                             | George Brunner    | emeritierter Bischof von Middlesbrough (Großbritannien) | 13. Juni 1967   | 21. März 1969 |
| 2                             | Julian Wojtkowski | Weihbischof in Ermland (Polen)                          | 17. August 1969 |               |